# Milan Beli
Milan Beli (eigentl. Milan Bosiljcic) (* 20. September 1931 in Konjare / Užice, Königreich Jugoslawien, heute Serbien; † 31. Dezember 2019) war ein serbischer (früher: jugoslawischer) Schauspieler, der vor allem durch seine DEFA-Indianerfilme bekannt wurde.

## Leben
Nach seiner Schulausbildung begann Bosiljcic in Belgrad Sport zu studieren. Während seines Studiums knüpfte er erste Kontakte zum Film, da während dieser Zeit in Jugoslawien viele internationale Abenteuerfilme und Western produziert wurden, deren Komparsen hauptsächlich Studenten der Belgrader Sporthochschule waren (wie z. B. auch Gojko Mitić). 1957 erlangte er so seine erste kleine Filmrolle in dem französisch-jugoslawischen Abenteuerfilm „Burlak“. Der italienische Regisseur Alberto Lattuada, in dessen Filmen Bosiljcic zwei frühe Auftritte hatte, empfahl ihm eine Schauspielschule in Rom zu besuchen, was er zwei Jahre lang tat.
Bosiljcic, der neben seiner Muttersprache auch englisch, deutsch, italienisch und französisch sprach, nahm in den Folgejahren auch Filmangebote in Deutschland an. In der Bundesrepublik trat er u. a. in den beiden Nibelungen-Filmen und dem Karl-May-Film „Winnetou und sein Freund Old Firehand“ auf. Größere Rollen erhielt er ab 1968 von der ostdeutschen DEFA. Hier wirkte er als Schurke in Indianerfilmen mit, die ihn in der DDR als „Milan Beli“ populär machten. Die Verantwortlichen der DEFA hatten seinen Nachnamen der Einfachheit halber geändert.
In der DDR arbeitete er auch als Choreograph für die Tanzszenen in Konrad Wolfs Historienepos Goya; ebenso als Darsteller im Science-Fiction Film Im Staub der Sterne. Dieser Film aus dem Jahr 1976 war bereits seine 50. Filmproduktion. 1983 drehte er seinen letzten Film für die DEFA.
Nach vielen weiteren Auftritt im Film und Fernsehen seiner Heimat stand Bosiljcic  (2017) dort für eine 20-teilige Fernsehserie vor der Kamera. Darin spielte er einen ungarischen König.
Sein Sohn gleichen Namens (geb. 1982) ist ebenfalls ein in seiner Heimat bekannter Schauspieler und Tänzer.

## Filmografie (Auswahl)
- 1957: Burlak
- 1958: Sturm im Osten (La tempesta)
- 1959: Der Rebell von Samara (Dubrowsky)
- 1962: Die Steppe (La steppa)
- 1963: Nevesinjska puska
- 1963: Raubzug der Wikinger (The Long Ships)
- 1965: Onkel Toms Hütte
- 1965: Geprüft: keine Minen (Provereno nema mina)
- 1965: Druga strana medalje
- 1966: Bis zum Sieg und weiter (Do pobedata i po nea)
- 1966: The One Eyed Soldiers
- 1966: Winnetou und sein Freund Old Firehand
- 1966: Die Nibelungen, 1. Teil: Siegfried von Xanten
- 1967: Die Nibelungen, 2. Teil: Kriemhilds Rache
- 1968: Dr. Homers Bruder (Brat doktora Homera)
- 1968: Sarajevski atentat
- 1969: Oseka
- 1969: Mit mir nicht, Madam!
- 1971: Die Äneis (Eneide) (Fernseh-Miniserie)
- 1971: Goya
- 1972: Tecumseh
- 1972: Izdanci iz opaljenog grma (TV-Serie)
- 1973: Apachen
- 1973: Die fünfte Offensive – Kesselschlacht an der Sutjeska (Sutjeska)
- 1974: 67 Tage – Die Republik von Uzice (Uzicka Republika)
- 1973: Eine Armee Gretchen
- 1976: Im Staub der Sterne
- 1976: Das Licht auf dem Galgen
- 1978: Das Ding im Schloß
- 1978: Tiger
- 1978: Ich will euch sehen
- 1979: Für Mord kein Beweis
- 1983: Der Scout
- 1984: Maturanti
- 2015: We will be the World Champions

## Trivia
Auf dem Höhepunkt seiner Popularität erschien Milan Beli auf den Titelbildern der DDR-Zeitschrift „Filmspiegel“ der Nummern 5/1973 und 11/1976. Die DEFA vertrieb zahlreiche Starpostkarten mit seinem Konterfei.
„Milan war ein Tausendsassa. Alle haben ihn bestaunt, wenn er in seinen weißen Klamotten auf seinem Motorrad anrauschte.“ (Gojko Mitić)
Im Juli 2017 kam Bosiljcic erstmals nach vielen Jahren wieder nach Deutschland: Beim „Karl-May-Fest“ in Berlin wurde er als „der Mann mit dem Pfeil im Arm“ (aus „Winnetou und sein Freund Old Firehand“) gefeiert.